# Проєкція точки на пряму
Якщо в просторі аналітично задано:
точку {\displaystyle \ p(x,y,z)} та
пряму, яка проходить через точку {\displaystyle \ p_{0}(x_{0},y_{0},z_{0})} в напрямку {\displaystyle \ v(v_{x},v_{y},v_{z}).}
Позначимо точкою {\displaystyle \ p_{\perp }} проєкцію точки {\displaystyle \ p} на задану лінію.
Координати цієї точки знаходяться за формулою:
{\displaystyle p_{\perp }=p_{0}\;+\;\mathrm {proj} _{v}(p-p_{0})=p_{0}+{\frac {\langle p-p_{0},v\rangle }{|v|^{2}}}v=p_{0}+{\frac {(x-x_{0})v_{x}+(y-y_{0})v_{y}+(z-z_{0})v_{z}}{v_{x}^{2}+v_{y}^{2}+v_{z}^{2}}}v.}

## Відстань від точки до прямої
{\displaystyle d=|p-p_{\perp }|={\sqrt {|p-p_{0}|^{2}-{\frac {\langle p-p_{0},v\rangle ^{2}}{|v|^{2}}}}}.}